# Yukarıhorum, Horasan
Yukarıhorum là một xã thuộc huyện Horasan, tỉnh Erzurum, Thổ Nhĩ Kỳ. Dân số thời điểm năm 2011 là 179 người.